# O Império dos Sentidos
Ai no Korīda (em japonês:  愛のコリーダ; em francês:  L'empire des sens; bra/prt: O Império dos Sentidos) é um filme franco-japonês de 1976, do gênero drama erótico, dirigido por Nagisa Oshima.

## Sinopse
A história que é ambientada em 1936 é sobre uma ex-prostituta que envolve-se em um caso de amor obsessivo com o chefe de uma propriedade onde ela é contratada como empregada. O que começa como uma diversão inconsequente transforma-se em uma paixão que ultrapassa todos os limites. Inspirado em um caso real, mostra a história de um amor total, onde dois amantes vivem uma paixão absoluta, uma busca incessante pelo prazer, onde os seus desejos se confundem quando eles são envolvidos em uma delicada e sensual atmosfera.
Não obstante tratar-se de uma película com cenas reais de sexo de forma muito franca, sua história de paixão entre os protagonistas tem qualidade e muita profundidade, sendo inegavelmente um filme com muitos tributos enquanto arte e belíssimas atuações.
Entre as cenas que o tornam um filme praticamente pornô, destacam-se o orgasmo do protagonista, ejaculando na boca de Sada Abe; o momento em que um ovo cozido e colocado dentro da vagina da protagonista, sendo logo depois "botado" e colocado na boca de seu amante; e até um defloramento ocorrido num bacanal onde várias prostitutas dominam uma jovem e introduzem nela um consolo com forma de passarinho.

## Elenco
- Tatsuya Fuji
- Eiko Matsuda
- Aoi NakajiWa
- Hiroko Fuji
- Yasuko Matsui
- Meika Seri
- Kanae Kobayashi
- Taiji Tonoyama
- Kyôji Kokonoe
- Naomi Shiraishi
- Komikichi Hori

## Prêmios
Hochi Film Award 1976 (Japão)
- melhor ator - Tatsuya Fuji[carece de fontes?]